# Taku Etō

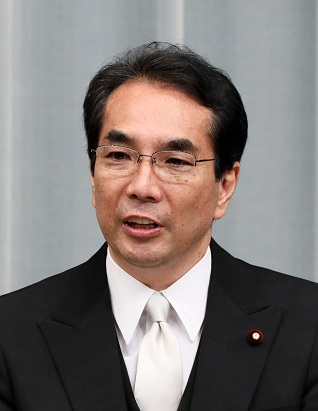
Taku Etō (2019)

Taku Etō (jap. 江藤 拓 Etō Taku; * 1. Juli 1960 in Kadogawa, Higashi-Usuki, Miyazaki) ist ein japanischer Politiker (LDP, Kamei-Faktion→parteilos→LDP, ohne Faktion), Abgeordneter im Shūgiin, dem Unterhaus des nationalen Parlaments, für den 2. Wahlkreis Miyazaki und bis Mai 2025 zum zweiten Mal Landwirtschaftsminister. Er gehört der Nippon Kaigi an.

## Werdegang
Etō wurde in der Stadt Kadogawa im Landkreis Ost-Usuki der Präfektur Miyazaki als Sohn des Politikers Takami Etō geboren und studierte an der Seijō-Universität. Er folgte 2003 auf das Mandat seines Vaters im Parlament nach. Den Wahlkreis 2 gewann er zunächst zweimal als Unabhängiger, bei der „Postprivatisierungswahl“ 2005 gegen den ehemaligen Selbstverwaltungsminister Mitsuhiro Uesugi (LDP), dann ab 2009 bis einschließlich 2024 sechsmal als LDP-Kandidat mit absoluten Mehrheiten. Im Shūgiin war er von 2014 bis 2016 Vorsitzender des Shūgiin-Landwirtschaftausschusses, von 2017 bis 2018 des Sonderausschusses für das Entführungsproblem, von 2022 bis 2023 des Sonderausschusses für Katastrophenschutz. Für die Regierung war er von 2008 bis 2009 (Kabinett Asō) „parlamentarischer Sekretär“ im Landwirtschaftsministerium, von 2012 bis 2014 (Kabinett Abe II) dort „Vizeminister“, von 2018 bis 2019 (Kabinett Abe IV) Berater des Premierministers.
Nach der zweiten Kabinettsumbildung unter Premierminister Shinzō Abe, welche am 11. September 2019 wirksam wurde, amtierte Etō als Landwirtschaftsminister von Japan. Er war unter Abe der vierte Minister für diesen Bereich.
Während seiner Zeit als Landwirtschaftsminister machte sich Etō den Kampf gegen die Klassische Schweinepest zur Aufgabe. Er befürchtet zudem langfristig eine sinkende Nachfrage an Milcherzeugnissen. Daher forderte er die Bevölkerung während der COVID-19-Pandemie in Japan auf, eine Flasche Milch mehr als sonst zu kaufen. Etō sagte auch, die Pandemie dürfe nicht als Ausrede für unnötige Beschränkungen im Import und Export benutzt werden. Im September 2020 wurde er im Kabinett Suga durch Kōtarō Nogami ersetzt.
2024 wurde Etō nach der Abwahl des erst kurz zuvor ernannten Yasuhiro Ozato erneut Landwirtschaftsminister im zweiten Kabinett Ishiba. Im Mai 2025 trat er zurück, nachdem er sich angesichts stark steigender Reispreise in Japan wenig empathisch geäußert hatte.